# Фей Рейган
Фей Ре́йган (англ. Faye Reagan, раніше Фей Валента́йн (англ. Faye Valentine); нар. 19 вересня 1988 року, Лас-Вегас, Невада, США) — американська фотомодель та порноакторка.

## Порноіндустрія
У травні 2008 року була однією з моделей на обкладинці журналу AVN. Вона з'явилася на 12-ій щорічній еротичній конференції в Los Angeles Convention Center в червні 2008 року. Постійний партнер Фей — актор Дейн Кросс, з яким вона регулярно знімається з 2007 року. Вона з'явилася в журналі American Apparel у середині 2008 року як Джилліан.
Не знімається в сценах анального сексу.
На 2013 рік знялася в 208 порнофільмах.

## Номінації
- 2009 AVN Award номінація — Найкраща нова старлетка
- 2009 AVN Award номінація — Найкраща соло-сцена — Paid Companions
- 2009 AVN Award номінація — Найкраща оральна сцена — The Gauntlet 3
- 2009 AVN Award номінація — Найкраща сцена групового сексу — The Gauntlet 3
- 2009 XRCO Award номінація — New Starlet[8]
- 2009 XRCO Award номінація — Cream Dream[8]
- 2010 AVN Award номінація — Найкраща лесбійська сцена втрьох — All About Ashlynn 2: Girls Only[9]
- 2010 AVN Award номінація — Найкраще виконання «дражніння» — Young & Glamorous[9]
- 2011 AVN Award номінація — Найкраща групова лесбійська сцена — The Condemned[10]
- 2011 AVN Award номінація — Найкраща лесбійська сцена втрьох — Pin-Up Girls 5[10]
- 2011 AVN Award номінація — Найкраща сцена вдвох — Pornstars Punishment[10]
- 2011 AVN Award номінація — Найкраща POV-сцена — Fucked on Sight 7[10]
- 2011 AVN Award номінація — Найкраща соло-сцена — Breast Meat 3[10]
- 2011 AVN Award номінація — Найкраща сцена втрьох — WKRP in Cincinnati: A XXX Parody[10]
- 2011 AVN Award номінація — Виконавиця року[10]